# 兵站部財務官

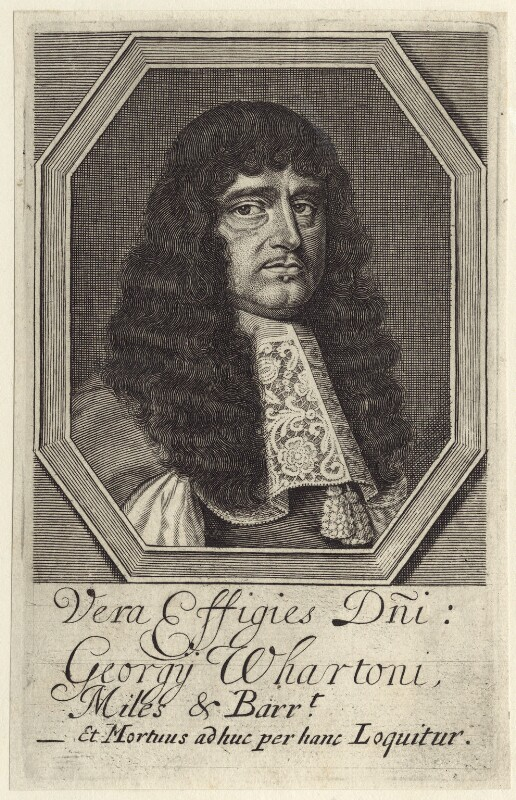
初代兵站部財務官ジョージ・ウォートン、1683年。

兵站部財務官（へいたんぶざいむかん、英: Treasurer of the Ordnance）は、イギリス軍需局の役職であり、軍需総監の部下として財務を担当した。1670年に設立され、1836年に廃止された。

## 解説

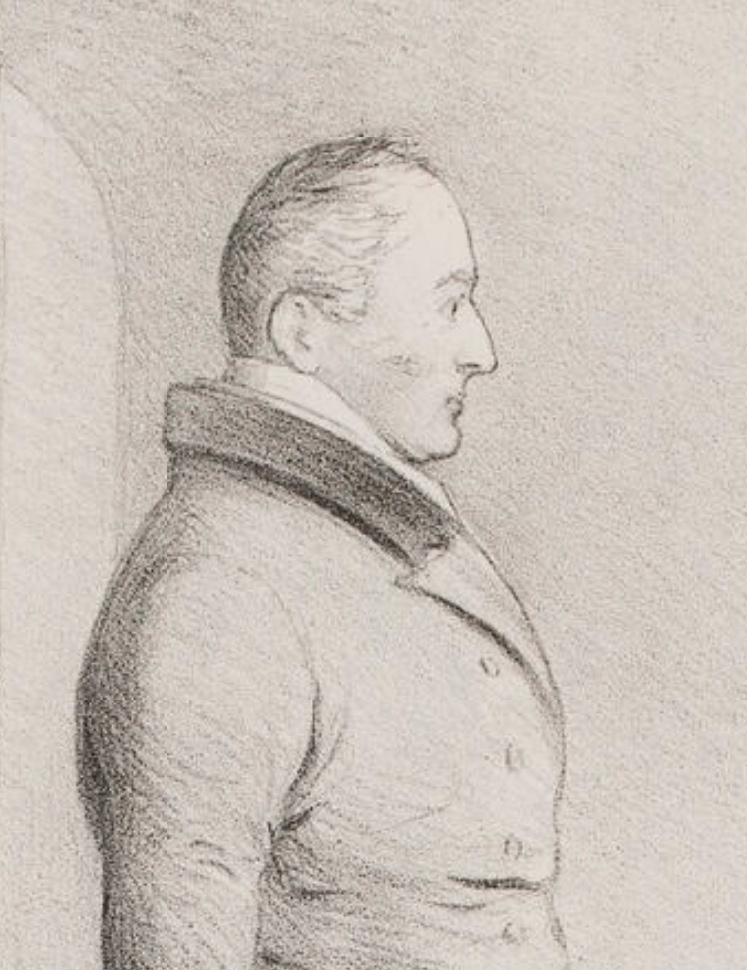
最後の兵站部財務官である第4代準男爵サー・ヘンリー・パーネル。ジョン・ドイル画、1832年出版。

1540年代に軍需局が規模を拡大したが、財務を専門とする役職はなく、1542年から1547年まではロンドン塔管理長官が財務を担当した。1547年以降は軍需局副長官と軍需局測量総監が共同で担当したが、1670年に財務を担当とする財務官が創設された。
任命は国璽が押印された特許状（letters patent）の形で行われ、任期は陛下の仰せのままに、年俸は特許状で40ポンドと記載された。
最後の兵站部財務官である第4代準男爵サー・ヘンリー・パーネルは1835年4月に海軍財務長官、5月に軍事支払総監に任命された。そして、1836年12月1日の特許状により軍事支払総監、海軍会計長官、兵站部財務官、チェルシー王立病院支払及び会計長官が支払総監に統合され、パーネルは支払総監に移行した。

## 一覧

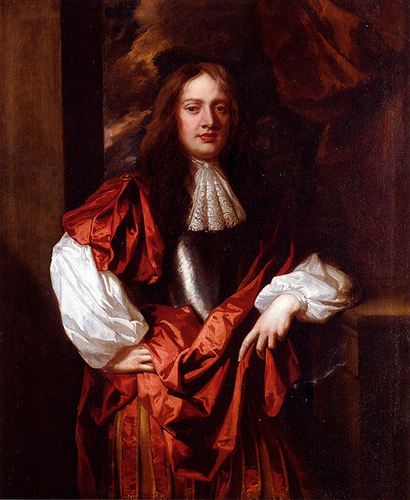
1681年から1699年まで、1702年から1705年まで兵站部財務官を務めたチャールズ・バーティー閣下、ピーター・レリー画。

- 1670年11月25日 – 1681年8月12日：ジョージ・ウォートン（英語版）（1677年12月31日、準男爵に叙爵）[2]
- 1681年8月12日 – 1699年6月8日：チャールズ・バーティー閣下（英語版）[2]
  - 1675年1月23日に復帰権（reversion）を与えられ、1681年8月12日に就任[2]
- 1699年6月8日 – 1702年6月16日：ハリー・モードント閣下（英語版）[2]
- 1702年6月16日 – 1705年5月28日：チャールズ・バーティー閣下（英語版）[2]
- 1705年5月28日 – 1712年6月30日：ハリー・モードント閣下（英語版）[2]
- 1712年6月30日 – 1714年12月2日：チャールズ・エヴァーズフィールド（英語版）[2]
- 1714年12月2日 – 1720年1月4日：ハリー・モードント閣下（英語版）[2]
- 1720年5月21日 – 1751年9月29日：ジョン・プランプター（英語版）[2]
- 1751年12月31日 – 1762年5月19日：フランシス・ガッシュリー（英語版）[2]
- 1762年6月10日 – 1763年5月10日：チャールズ・ジェンキンソン（英語版）[2]
- 1763年5月10日 – 1780年11月28日：ジョン・ロス・マッカイ（John Ross Mackye）[2]
- 1780年11月28日 – 1782年5月27日：ウィリアム・アダム（英語版）[2]
- 1782年5月27日 – 1783年5月10日：ウィリアム・スミス（英語版）[2]
- 1783年5月10日 – 1784年1月12日：ウィリアム・アダム（英語版）[2]
- 1784年1月12日 – 1803年10月13日：ウィリアム・スミス（英語版）[2]
- 1803年10月28日 – 1806年2月20日：ジョセフ・ハント（英語版）[2]
- 1806年2月20日 – 1807年4月7日：アレグザンダー・デイヴィッソン（英語版）[2]
- 1807年4月7日 – 1810年1月30日：ジョセフ・ハント（英語版）[2]
- 1810年1月30日 – 1818年6月20日：トマス・アルコック（英語版）[2]
- 1818年6月20日 – 1831年1月31日：ウィリアム・ホームズ（英語版）[2]
- 1831年1月31日 – 1835年1月12日：トマス・クリーヴィー（英語版）[2]
- 1835年1月12日 – 1835年5月9日：アレグザンダー・パーシヴァル（英語版）[2]
- 1835年5月9日 – 1836年12月1日：第4代準男爵サー・ヘンリー・パーネル（英語版）[2]